# Leionema montanum
Leionema montanum är en vinruteväxtart som först beskrevs av William Jackson Hooker, och fick sitt nu gällande namn av Paul G. Wilson. Leionema montanum ingår i släktet Leionema och familjen vinruteväxter. Inga underarter finns listade i Catalogue of Life.